# Söchau
Söchau war eine Gemeinde in der südöstlichen Steiermark (Gerichtsbezirk Fürstenfeld, politischer Bezirk Hartberg-Fürstenfeld) mit 1466 Einwohnern (Stand 1. Jänner 2024). Mit 1. Jänner 2025 wurde sie nach Fürstenfeld eingemeindet.

## Geographie

### Gemeindegliederung
Söchau gliederte sich in fünf Katastralgemeinden (Fläche Stand 31. Dezember 2023):
- Aschbach (446,76 ha)
- Kohlgraben (213,56 ha)
- Ruppersdorf (291,28 ha)
- Söchau (497,26 ha)
- Tautendorf (369,11 ha)

Ortschaften der Gemeinde waren (Einwohner Stand 1. Jänner 2024):
- Aschbach bei Fürstenfeld (315) mit Spitzhart
- Kohlgraben (58)
- Ruppersdorf (135)
- Söchau  (780)
- Tautendorf bei Fürstenfeld (178)

### Eingemeindungen
Seit 1. Jänner 2025 gehört Söchau zur Stadt Fürstenfeld.

### Nachbargemeinden
|                  | Großwilfersdorf                             |                |
| Riegersburg (SO) | Kompassrose, die auf Nachbargemeinden zeigt | Fürstenfeld    |
|                  | Fehring (SO)                                | Unterlamm (SO) |

## Geschichte
Die Gemeinde wurde 1848 gebildet und hatte bis zum 31. Dezember 2024 Bestand. Sie war wechselnden Mittelinstanzen zugeordnet, zuletzt dem Bezirk Hartberg-Fürstenfeld. 1968 wurden Aschbach, Kohlgraben und Tautendorf bei Fürstenfeld eingemeindet.
Im Juni 2024 beschloss der Gemeinderat einstimmig, Gespräche mit der finanzstarken Stadt Fürstenfeld über eine Fusion aufzunehmen. Söchau hatte zu dem Zeitpunkt  3,5 Mio. Euro Schulden. Fürstenfeld kommt samt Söchau auf über 10.000 Einwohner und hat damit nunmehr die Möglichkeit, überproportional mehr Mittel aus Bundes- und Landessteuern bekommen.

## Wirtschaft und Infrastruktur

### Wirtschaft
Zuletzt befanden sich in der Gemeinde 116 land- und forstwirtschaftliche Betriebe, davon 32 Haupterwerbsbetriebe (Stand 2010). Im Produktionssektor beschäftigten zehn Betriebe 22 Arbeitnehmer, überwiegend mit der Herstellung von Waren aber auch im Baugewerbe. Der Dienstleistungssektor gab in 52 Betrieben 281 Menschen Arbeit (Stand 2011).
Söchau war in der Zwischenkriegszeit ein gefragter Sommerfrischeort, wovon noch zwei Hotels zeugen: Der Hubertushof und Maiers Hotel Oststeirischer Hof.
Die Gemeinde betrieb eine Kulturhalle und ein Freibad.

### Bildung
Im Ort Söchau gibt es einen Kindergarten und eine Volksschule.

### Verkehr
- Bahn: Über die Thermenbahn ist Söchau an das österreichische Schienennetz angebunden.
- Straßen: Das Zentrum der ehemaligen Gemeinde ist zehn Kilometer von der Süd Autobahn entfernt.[9]
- Wanderwege: Durch das ehemalige Gemeindegebiet von Söchau verläuft der Ostösterreichische Grenzlandweg, ein österreichischer Weitwanderweg vom Waldviertel in die Südoststeiermark.

## Politik

### Gemeinderat
Der Gemeinderat hat 15 Mitglieder.
- Mit den Gemeinderatswahlen in der Steiermark 1990 hatte der Gemeinderat folgende Verteilung: 5 ÖVP, 3 SPÖ, 3 Namensliste Franz Tröster, 2 Arbeitskreis Großgemeinde Söchau, 1 Söchauer Volkspartei, und 1 Söchauer Frauenliste.
- Mit den Gemeinderatswahlen in der Steiermark 1995 hatte der Gemeinderat folgende Verteilung: 11 ÖVP, 2 SPÖ, 1 FPÖ, und 1 Grüne.
- Mit den Gemeinderatswahlen in der Steiermark 2000 hatte der Gemeinderat folgende Verteilung: 9 ÖVP, 3 SPÖ, 2 FPÖ, und 1 Grüne.
- Mit den Gemeinderatswahlen in der Steiermark 2005 hatte der Gemeinderat folgende Verteilung: 9 ÖVP, 5 SPÖ, und 1 Grüne.
- Mit den Gemeinderatswahlen in der Steiermark 2010 hatte der Gemeinderat folgende Verteilung: 4 ÖVP, 5 Gemeindeliste Kapper Söchau, und 5 SPÖ.
- Mit den Gemeinderatswahlen in der Steiermark 2015 hat der Gemeinderat folgende Verteilung: 9 ÖVP, 5 SPÖ, und 1 Grüne.
- Mit den Gemeinderatswahlen in der Steiermark 2020 hat der Gemeinderat folgende Verteilung: 9 ÖVP, 5 SPÖ, und 1 Grüne.[11]

### Bürgermeister
| Söchau                                                   | Söchau | Söchau                                               |      | Aschbach | Aschbach          | Aschbach |      | Kohlgraben       | Kohlgraben | Kohlgraben |                | Tautendorf | Tautendorf | Tautendorf |
| von                                                      | bis    | Bürgermeister                                        | von  | bis      | Bürgermeister     | von      | bis  | Bürgermeister    | von        | bis        | Bürgermeister  |            |            |            |
| -------------------------------------------------------- | ------ | ---------------------------------------------------- | ---- | -------- | ----------------- | -------- | ---- | ---------------- | ---------- | ---------- | -------------- | ---------- | ---------- | ---------- |
| 1870                                                     | 1895   | Josef Pitter                                         |      |          |                   |          |      |                  |            |            |                |            |            |            |
| 1895                                                     | 1898   | Josef Fleck                                          |      |          |                   |          |      |                  |            |            |                |            |            |            |
| 1898                                                     | 1904   | Josef Roubal                                         |      |          |                   |          |      |                  |            |            |                |            |            |            |
| 1904                                                     | 1913   | Josef Riegler                                        |      |          |                   |          |      |                  |            |            |                |            |            |            |
| 1913                                                     | 1919   | Johann Matzl                                         |      |          |                   |          |      |                  |            |            |                |            |            |            |
| 1919                                                     | 1938   | Karl Pitter                                          |      |          |                   |          |      |                  |            |            |                |            |            |            |
| 1938                                                     | 1945   | Alois Tauschmann                                     |      |          |                   |          |      |                  |            |            |                |            |            |            |
| 1945                                                     | 1946   | Franz Jost                                           | 1945 | 1950     | Josef Posch       | 1945     | 1950 | Josef Schweinzer | 1945       | 1946       | Josef Arnhold  |            |            |            |
| 1946                                                     |        | Josef Lang                                           |      |          |                   |          |      |                  |            |            |                |            |            |            |
| 1946                                                     | 1950   | Franz Schmidt                                        |      |          |                   |          |      |                  | 1946       | 1950       | August Leitner |            |            |            |
| 1950                                                     | 1965   | Anton Feiertag                                       | 1950 | 1967     | Josef Kapper sen. | 1950     | 1959 | Josef Samer sen. | 1950       | 1955       | Josef Tscherne |            |            |            |
| 1965                                                     | 1967   | Albin Stachel                                        |      |          |                   | 1959     | 1967 | Josef Samer jun. | 1955       | 1967       | Karl Friedl    |            |            |            |
| ab 1. Jänner 1968 Zusammenlegung zur Großgemeinde Söchau |        |                                                      |      |          |                   |          |      |                  |            |            |                |            |            |            |
| 1968                                                     | 1985   | Alois Schölnast                                      |      |          |                   |          |      |                  |            |            |                |            |            |            |
| 1985                                                     | 1989   | Julius Stifter                                       |      |          |                   |          |      |                  |            |            |                |            |            |            |
| 1990                                                     |        | Walter Kresnik                                       |      |          |                   |          |      |                  |            |            |                |            |            |            |
| 1990                                                     | 2004   | Franz Tröster                                        |      |          |                   |          |      |                  |            |            |                |            |            |            |
| 2004                                                     | 2010   | Emma Schrott                                         |      |          |                   |          |      |                  |            |            |                |            |            |            |
| 2010                                                     |        | Josef Kapper jun. (Gemeindeliste Kapper Söchau, ÖVP) |      |          |                   |          |      |                  |            |            |                |            |            |            |

## Persönlichkeiten

### Ehrenbürger
- 1981: Franz Wegart (1918–2009), Landeshauptmann-Stellvertreter[13]
- Franz Bauer († 2022), ehem. Gemeindekassier und Gemeinderat[14]

### Söhne und Töchter
- Carl Peyer (* 1949), Musiker, dessen größter Hitparaden-Erfolg die Single Romeo und Julia ist.
- Harald Fischl (* 1958), Unternehmer und Politiker
- Katja Eibel (* 2006), Westernreiterin, dreifache Jugendlandesmeisterin und vierfache Europameisterin, 2024 Teilnahme Jugendweltmeisterschaften[15]